# Walter Wittke (Ingenieur)
Walter Wittke (* 28. März 1934 in Hamburg) ist ein deutscher Bauingenieur mit dem Schwerpunkt Geotechnik und speziell Felsmechanik. Er ist emeritierter Professor an der RWTH Aachen.

## Leben
Wittke studierte Bauingenieurwesen an der Leibniz-Universität Hannover (Grundbau und speziell Dammbau bei Alfred Streck), wo er ab 1954 studierte und 1959 sein Diplom machte. Danach ging er an die Universität Karlsruhe, wo er 1963 bei Hans Leussink über den Scherwiderstand kohäsionsloser Böden promoviert wurde. Als Post-Doktorand war er an der University of California, Berkeley und danach am US Bureau of Reclamation in Denver. 1965 wurde er nach der Habilitation Dozent für Boden- und Felsmechanik an der Universität Karlsruhe und 1970 außerplanmäßiger Professor. Ab 1974 war er Professor an der RWTH Aachen (als Nachfolger von Edgar Schultze). Er hielt Gastvorlesungen unter anderem an der Northwestern University, am Institute of Technology in Madras und der Purdue University.
Wittke gilt in Deutschland als führender Wissenschaftler in der Felsmechanik, über die er ein deutschsprachiges Standardwerk verfasste. Er leitete mehrere nationale und internationale Konferenzen zur Felsmechanik, so den 7. Internationalen Kongress der ISRM (International Society for Rock Mechanics) 1991 in Aachen. Er war auch Vorsitzender der deutschen Sektion der ISRM.
1980 gründete er sein eigenes Ingenieurbüro Prof. Wittke Beratende Ingenieure für Grundbau und Felsbau (WBI) in Aachen.
1990 bis 2002 war er Vorstand der DGGT. 1977 erhielt er den Rock Mechanics Award des American Institute of Mining, Metallurgical and Petroleum Engineering, 1983 den Rupert Myers Award in Material Engineering der Universität Sydney und seit 1988 ist er korrespondierendes Mitglied der argentinischen Akademie der Wissenschaften. Im Jahr 1999 war seine Emeritierung und er wurde Ehrendoktor der Leibniz-Universität Hannover. 2012 zog er mit seiner Familie und seinem Unternehmen von Aachen nach Weinheim.

## Schriften (Auswahl)
- Felsmechanik: Grundlagen für wirtschaftliches Bauen im Fels, Springer Verlag 1984
- Tunnelstatik, Essen, Verlag Glückauf 1999 (englische Ausgabe 2000)
- Rock Mechanics Based on an Anisotropic Jointed Rock Model (AJRM), Verlag Ernst & Sohn 2014